# Park Jingshan

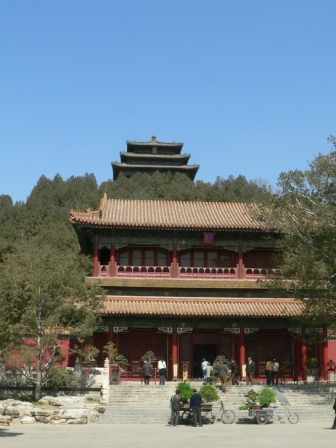
Pawilon poświęcony Konfucjuszowi, w tle wzgórze z Pawilonem Wiecznej Wiosny na szczycie

Park Jingshan (chin. upr. 景山公园, chin. trad. 景山公園, pinyin Jǐngshān Gōngyuán) – dawny park cesarski w Pekinie, położony po północnej stronie Zakazanego Miasta, na wschód od parku Beihai. Dawniej pełnił funkcję prywatnego miejsca wypoczynku chińskich cesarzy; dla publiczności został otwarty w 1928 roku. Obejmuje powierzchnię 230 000 m² i porośnięty jest drzewami owocowymi, sosnami i cyprysami; rośnie w nim także wiele piwonii.
Początki parku sięgają czasów dynastii Jin. Wejście do niego znajduje się naprzeciwko północnej bramy Zakazanego Miasta (Shenwumen). Za parkową bramą znajduje się pawilon, w którym dawniej cesarze składali ofiary przed tabliczką upamiętniającą Konfucjusza. Obecnie pełni on rolę sali wystawowej, w której prezentowana jest porcelana, kaligrafia i obrazy. Głównym punktem parku jest sztuczne wzgórze o wysokości 48 metrów, usypane w 1421 roku z ziemi pozostałej po kopaniu fosy wokół Zakazanego Miasta. W 1750 roku, za panowania cesarza Qianlonga, na jego szczycie wzniesiono pięć pawilonów. Największy, położony na samym szczycie nosi nazwę Pawilonu Wiecznej Wiosny (Wanchunting). Był to najwyżej położony punkt dawnego Pekinu. Pozostałe cztery pawilony położone są symetrycznie po obu jego bokach. Dawniej w każdym z pawilonów znajdował się miedziany posąg Buddy, jednak podczas plądrowania Pekinu przez wojska cudzoziemskie po upadku powstania bokserów cztery z nich zostały skradzione, a piąty zniszczono. Na zboczu wzgórza rosło niegdyś drzewo, na którym w 1644 roku powiesił się ostatni cesarz dynastii Ming, Chongzhen.
Tuż za wzgórzem, w północnej części parku, znajdują się trzy pawilony: Pawilon Cesarskiej Długowieczności (Shouhuangdian), Pawilon Wiecznej Pamięci (Yongsidan) i Pawilon Zachowywania Moralności (Guandedian). W pierwszym z nich wywieszone były portrety cesarskich przodków, którym oddawano cześć w trzecim pawilonie. Obecnie pomieszczenia te użytkują Pałac Młodzieży, szkoła muzyczna i biblioteka, zaś sam park jest popularnym miejscem rekreacji i uprawiania sportów na świeżym powietrzu.